# Jonathan (hasmonéen)
Pour les articles homonymes, voir Jonathan.
 (août 2024).
Si vous disposez d'ouvrages ou d'articles de référence ou si vous connaissez des sites web de qualité traitant du thème abordé ici, merci de compléter l'article en donnant les références utiles à sa vérifiabilité et en les liant à la section « Notes et références ».
Jonathan, ou Yokhanan ou Jonathan Apphus ou Jonathan l'Hasmonéen (hébreu : יוֹנָתָן אַפְּפוּס, Yōnāṯān ʾApfūs ; grec ancien : Ἰωνάθαν Ἀπφοῦς, Iōnáthan Apphoûs), est le troisième dirigeant de la dynastie hasmonéenne à la suite de Judas Maccabée, de 161 à 143 av. J.-C.. Grand-prêtre d'Israël, il est l'un des fils de Mattathias et le frère de Judas Maccabée, figures de la rébellion des Hasmonéens contre Antiochos IV Épiphane de l'Empire séleucide en Judée.

## Nom
Dans le livre des Maccabées de la Bible, tous les fils de Mattathias énumérés possèdent des noms doubles ou des surnoms : Yokhanan est appelé « Gaddis » ; Simon, « Thassi » ; Judas, « Maccabée » — c’est-à-dire, probablement, le Marteau qui écrase ses adversaires séleucides — ; Eléazar, « Avaran » ; et Jonathan, « Apphus ».
L'explication commune du mot « Apphus » le relierait au choppus syriaque, « le dissembleur » ou aurait le sens de « méfiant ». Par ailleurs, il n'existe aucun moyen de déterminer avec quelle consonne gutturale le mot commence, ni quelle consonne sémitique représente le grec « s » ; ainsi, la « forme et la signification du nom doivent donc encore être expliquées ».

## Famille
Selon le récit du premier livre des Maccabées, rédigé en hébreu par un auteur proche des évènements, Jonathan Apphus est le plus jeune des cinq fils de Mattathias. Son père est un prêtre crédité comme la figure fondatrice de la rébellion des Maccabées contre Antiochus IV Epiphane (vers -215 et mort en -164) de l'Empire séleucide, considéré comme un « ennemi » du peuple juif selon la tradition juive (voir Hanoucca), car il participe à l'hellénisation de la Judée (l’ellenismós.), persécute les Juifs, notamment à travers ses mesures de profanation prises contre la Loi d’Israël, et s'oppose de facto à la révolte des Maccabées désirant le rétablissement du ioudaïsmós. Cependant, Mattathias meurt en 167 av. J.-C. alors que la rébellion ne faisait que commencer.
Sa mort laisse dans le deuil Jonathan et ses frères, qui prêtent serment de poursuivre la rébellion de leur père. Son frère Juda devient bientôt leur chef et le chef militaire de la rébellion. Jonathan sert sous ses ordres et prend une part active aux batailles contre les forces séleucides.

## Succession
À la mort de Judas Maccabée à la bataille d'Elasa (près de l'actuelle Ramallah) en avril-mai -160, le gouverneur séleucide Bacchidès contrôle la Judée frappée alors par la famine, sous Démétrios Ier Soter. Il pourchasse avec rigueur les derniers partisans des Maccabées, rétablit les notables pro-hellénistes à la tête du pays et fortifie la plupart des villes (Bethsour, Gézer, l'Acra à Jérusalem). Croyant le pays pacifié, il retourne à Antioche. Les révoltés juifs se rassemblent alors autour du frère de Judas, Jonathan, choisi désormais pour chef, et se réfugient dans le désert de Juda, à l’est de Tékoé.
Au mois de mai suivant, Alcime, le Grand prêtre hellénisé de Jérusalem, ayant pris le parti de Démétrios et soutenu par Bacchidès, meurt d'une paralysie après avoir instauré un régime de terreur et commencé à démolir l’enceinte du Temple de Jérusalem marquant le lieu saint interdit aux étrangers (-159).
Devant la recrudescence de la révolte des Maccabées, les pro-hellénistes font appel à Bacchidès, qui revient en -157, mais échoue devant la forteresse de Bethbasi où se sont retranchés les révoltés. Il accepte la trêve offerte par Jonathan et retourne à Antioche. Profitant de cette trêve, Jonathan s’installe à Makhmas (actuel Mukhmas), à 12 km au nord-ouest de Jérusalem, d’où il reprend peu à peu le contrôle de la Judée et acquiert un grand pouvoir.

## Crise en Syrie
Pendant la guerre civile entre Démétrios Ier Sôter et Alexandre Ier Balas, Jonathan prend le parti d’Alexandre Balas qui le nomme grand-prêtre de Jérusalem (octobre -152). Après la mort de Démétrios (-149), Balas confirme à Jonathan son titre de grand-prêtre et l’institue gouverneur civil et militaire (stratégos et méridarque) de Judée.
En -147, Démétrios cherche à reconquérir le trône de son père Démétrios Ier Sôter avec l’appui d’Apollonios, gouverneur de Cœlé-Syrie. Apollonios se retourne vers Jonathan, allié d'Alexandre Ier Balas, mais est défait entre Joppé et Azôt. Jonathan pille Azôt et son temple de Dagon, puis reçoit la soumission d’Ascalon. Pour le récompenser de cette victoire, Balas cède Eqrôn et son territoire à Jonathan.
Plus tard (-145), Jonathan profite des troubles en Syrie pour assiéger la citadelle de Jérusalem. Dénoncé auprès de Démétrios II, il n’hésite pas à le rencontrer à Ptolémaïs (Akko). Il se fait confirmer comme grand-prêtre et obtient une remise d’impôts pour la Judée qui se voit rattacher les nomes d’Apharama, Lydda et Ramathayim pris à la Samaritide (la superficie de la Judée est presque doublée).

## Tryphon

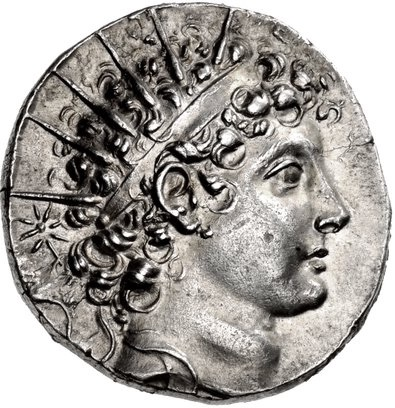
Tétradrachme d'Antiochus VI représenté en Dionysos.

À l’appel de Démétrios II, Jonathan, avec 3 000 hommes, réprime l’insurrection des partisans d’Antiochos VI et du général Diodote Tryphon (-144), considéré comme un usurpateur. Quelque temps plus tard, Tryphon fait couronner le jeune Antiochos VI et entre dans Antioche. Il confirme Jonathan dans sa charge de grand-prêtre et dans la possession des nomes promis par Démétrios II. Il nomme son frère Simon stratège de la côte phénico-philistine. À la tête des troupes séleucides de Cœlé-Syrie, Jonathan prend Ascalon et Gaza puis défait une armée syrienne soutenant Démétrios en Galilée, dans la plaine d’Hazor. Il marche vers le pays de Hamat, bat les Arabes zabadéens, contrôle Damas, tandis que Simon installe une garnison juive à Joppé et fortifie Jérusalem et plusieurs villes de Judée. Jonathan envoie des ambassades à Sparte et à Rome pour assurer ses appuis extérieurs.

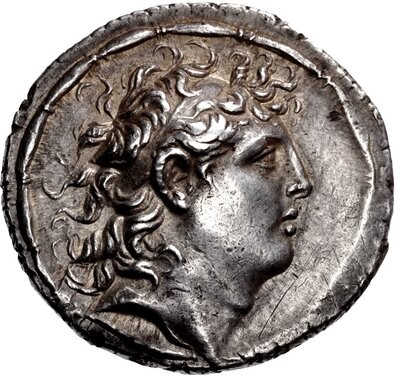
Pièce représentant Diodotus Tryphon (détail).

Tryphon, qui craint de perdre le contrôle de la Cœlé-Syrie, invite alors amicalement Jonathan à Scythopolis (actuel Beït Shéan) et le convainc de se rendre à Ptolémaïs (Acra), qu’il promet de lui remettre, pour continuer les pourparlers. À Ptolémaïs, Tryphon fait arrêter Jonathan tombé dans son piège, et massacrer sa garde de 1 000 hommes. Simon Maccabée se fait alors désigner comme chef de Jérusalem et attend Tryphon dans la plaine, à Adida. Tryphon, qui prétend que Jonathan a été arrêté parce qu’il n’a pas payé l’impôt dû au trésor royal, se fait remettre 100 talents d’argent et les deux fils de Jonathan en otages, en échange d’une promesse de libération qu’il ne tient pas. Contournant la Judée, il tente d’atteindre Jérusalem par le sud, mais la présence de Simon qui ne lui fait pas confiance et le mauvais temps lui font abandonner ce projet. Il repart vers Antioche après avoir tué Jonathan à Baskama dans le pays à l'est du Jourdain (-143).
Jonathan est enterré par Simon à Modi'in. On ne sait rien de ce qu'il advient de ses deux fils captifs. Une de ses filles est une ancêtre de l'historien judéen Flavius Josèphe,.